# Devanahalli
Devanhalli là một thị xã của quận Bangalore Rural thuộc bang Karnataka, Ấn Độ.

## Địa lý
Devanhalli có vị trí 13°14′B 77°42′Đ / 13,23°B 77,7°Đ Nó có độ cao trung bình là 880 mét (2887 feet).

## Nhân khẩu
Theo điều tra dân số năm 2001 của Ấn Độ, Devanhalli có dân số 23.190 người. Phái nam chiếm 52% tổng số dân và phái nữ chiếm 48%. Devanhalli có tỷ lệ 66% biết đọc biết viết, cao hơn tỷ lệ trung bình toàn quốc là 59,5%: tỷ lệ cho phái nam là 73%, và tỷ lệ cho phái nữ là 58%. Tại Devanhalli, 12% dân số nhỏ hơn 6 tuổi.